# Cooltra
Cooltra és una empresa amb seu a Barcelona fundada el 2015 que proporciona el lloguer de motos elèctriques per minuts a Europa, disponible a Barcelona, València, Madrid, Lisboa i Roma. És una filial de Cooltra, fundada el 2006 per Timo Buetefisch. El servei de lloguer està descentralitzat. L'usuari utilitza una aplicació mòbil per localitzar la moto més propera i desbloqueja la moto des de la pròpia aplicació.
Cooltra va facturar 47 milions d'euros el 2022. L'estiu de 2023 van tancar una operació de finançament de 22 milions per impulsar la seva internacionalització.